# Classification des papiers traditionnels chinois
La classification des papiers traditionnels chinois répond au besoin de distribuer rationnellement le foisonnement des centaines de papiers traditionnels fabriqués en Chine depuis deux millénaires. Elle permet de mettre en évidence comment de grandes classes de papiers ont marqué de leur empreinte des zones géographiques, culturelles ou des périodes historiques. La classification traditionnelle en quatre classes s’appuyant sur la morphologie de noms vulgaires de plantes est trop aléatoire en raison de la multitude de synonymes de noms vulgaires qui ont pu exister dans l'immense territoire chinois. La classification récente de Yi Xiaohui (2014) permet de pallier ces difficultés en combinant la tradition terminologique avec la classification phylogénétique APG III.
Le papier tel qu’on le connait de nos jours vient de Chine. Au cours d’environ deux millénaires d’histoire, les papetiers chinois ont produit d’innombrables sortes de papier à partir d’une pâte à papier constituée de fibres végétales soigneusement pilonnées, dispersée dans une cuve d’eau et prélevée feuille à feuille avec un tamis (nommée forme). Ils ont exploré les possibilités offertes par des dizaines d’espèces végétales herbacées ou ligneuses différentes, ils ont expérimenté diverses techniques pour obtenir des feuilles bien blanches (par trempage et cuisson dans une solution alcaline et exposition au soleil) et ont mis au point des formes permettant de prélever plus ou moins efficacement des films homogènes de pâte.
Jean-Pierre Drège dans son ouvrage historique sur « Le papier dans la Chine impériale » liste 485 types de papier différents et dit-il, la liste est loin d’être exhaustive. Dans cette pléthore de noms, compte tenu du peu d'informations que les textes anciens nous fournissent, il serait difficile de trouver un principe organisateur, à part un ordre chronologique par dynasties. La classification traditionnelle des types de papiers en quatre classes, « papiers de chanvre, d'écorce, de bambou et de graminées » (麻皮竹草 má pí zhú cǎo), s’appuyant sur la morphologie des noms vulgaires botaniques, regroupe les plantes dont le nom se termine par  麻 ma chanvre (resp. 皮 pi écorce, resp. zhu 竹 bambou, resp. 草 cao graminées). Il est clair que ce principe pratique ne remplit pas les demandes de la recherche actuelle: l’usage du vocabulaire parlé peut fonder une classification ethnobotanique mais pas une classification naturaliste. J-P Drège a en conséquence ordonné les noms de papier selon l’ordre alphabétique de la transcription pinyin (avec l’alphabet latin) – ce que la graphie chinoise ne permet pas.
Pour se retrouver dans ce foisonnement, nous reprendrons les travaux de Yi Xiaohui, qui part des matières premières végétales pour classer les papiers traditionnels. Nous présenterons la classification d’une quarantaine de plantes dont les fibres papetières ont été utilisées en Chine durant deux millénaires. Et nous verrons comment la classification des matières premières permet d’éclairer des regroupements géographiques, culturels et historiques de la fabrication du papier.

## Brève histoire de la diffusion de l’invention chinoise
Le papier commence vraiment à s’imposer comme support de l’écriture sous la dynastie Tang (618-907) en évinçant les anciens supports qu’étaient la soie et les lattes de bambou.
Cependant près de trois millénaires avant ces remarquables innovations chinoises, les hommes avaient trouvé le moyen de transcrire leur langue parlée dans des systèmes d’écriture qu’ils inscrivaient sur un support stable. L’invention de l’écriture se fit dans quatre grandes civilisations anciennes : la Mésopotamie (entre 3400 et 3100 av. J.-C.), l'Égypte (environ 3250 av. J.-C.),,, la Chine (vers 1200 av. J.-C.) et les zones de plaine du sud du Mexique et du Guatemala (vers 500 av. J.-C.). Dans chacune de ces aires culturelles ont été explorés des supports d’écriture différents qui perdurèrent des siècles avant l’arrivée des techniques chinoises de production du papier.
Comme l’étymologie du terme français papier (emprunté au latin papyrus et au grec ancien πάπυρος, pápyros) l’indique, les premiers supports d’écriture en Europe ont utilisé le souchet du Nil (Cyperus papyrus). Il y a cinq millénaires, les Égyptiens ont inventé le papier de papyrus. Des restes ont été trouvés sur le site Saqqara près du Caire, dans la tombe d’un haut dignitaire de la première dynastie, Hémaka, datant d'environ 2 900 av. J.-C.. Les Grecs puis les Romains apportèrent en Europe l’écriture sur papyrus. En France, les plus anciens actes des rois mérovingiens (Ve – VIIIe siècles) sont écrits sur papyrus. Dans les années 660-670, la difficulté d’approvisionnement provoque la transition vers l’usage du parchemin. Ce support d’écriture qui était onéreux à fabriquer, s’efface cependant devant le papier chinois apporté en Europe par les Arabes.
L’invention chinoise diffusa lentement d’Est en Ouest jusqu’en Europe. Les Arabes jouèrent un rôle essentiel dans cette expansion de la technique chinoise. En 751, les troupes abbassides remportent la victoire sur les troupes chinoises de la dynastie Tang (618-907), à la bataille de Talas près de Samarcande. Parmi les prisonniers, se trouvent des papetiers chinois, qu'ils font travailler à la production du papier à Samarcande. Au rythme des conquêtes territoriales arabes, le papier se diffuse ensuite tout au long du littoral méridional de la Méditerranée jusqu’à Cordoue et Tolède en Espagne au XIIe siècle,.
En Europe durant des siècles, la technique de fabrication reste inchangée. Le papier est fabriqué à la main, feuille à feuille, à partir d'une pâte faite de chiffons lacérés.
Puis l’invention de la « pile hollandaise » vers 1670 permet de réduire considérablement les opérations de défibration effectuées par la pile à maillets. Au XIXe siècle, elle sera mue non par une roue hydraulique, mais par une machine à vapeur. Avec l’industrialisation, la fabrication à la main, feuille par feuille sera remplacée par la fabrication en continu, où le papier sort de la machine sous la forme d’un long ruban enroulé sur de très grosses bobines. C’est à la fin du XVIIIe siècle que Louis Nicolas Robert (1761-1828) conçoit la première machine à papier en continu. Après les progrès de la mécanisation et de l’industrialisation, restait à régler le problème des sources insuffisantes de chiffons pour satisfaire la forte augmentation de la demande de papier. Les papetiers eurent l’idée d’aller chercher les fibres de cellulose là où elles étaient en grande quantité: dans les forêts. Keller trouve l'idée de « fabriquer du papier à partir de fibres de bois produites par friction » en 1841-42.
Plusieurs inventions permirent d’extraire mécaniquement ou chimiquement, la cellulose des rondins de bois. Au XXe siècle, le haut degré de technicité de l’industrie papetière permet de produire en masse, une grande variété de papier, à des prix très concurrentiels.
Par un étrange mouvement d’aller-retour des diffusions, ces innovations occidentales vont faire le mouvement inverse d’Ouest en Est. Au début du XXe siècle, la concurrence des papiers industriels commence à mettre en danger les papiers traditionnels chinois. Le papetier Chen Xiqing après un séjour d’étude aux États-Unis et en Europe, fit construire en 1932 une usine de fabrication mécanique de papier. Ce processus d'industrialisation et de modernisation va considérablement s'accélérer dans les années 1980 jusqu'à l'époque contemporaine.

## Classification des papiers chinois traditionnels
De multiples découvertes de fragments de papiers dans des sites archéologiques datant de la dynastie Han (-206, +220) ont établi que des proto-papiers plus ou moins grossiers ont été fabriqués à partir de fibres de chanvre, de ramie ou de lin.
Le premier document écrit indique que Cai Lun, un eunuque haut fonctionnaire de la cour impériale en l'an 105 de l'ère commune « émit alors l’idée de se servir d’écorce d’arbre [树肤  shufu], de bouts de chanvre  [麻头 matou]  ainsi que de vieux chiffons de toile et de filets de pêcheurs pour faire du  papier [纸 zhi] » (Histoire  des Han Postérieurs, traduction de J-P. Drège).
L’usage du mûrier à papier semble avoir commencé avec Cai Lun dès le IIe siècle. L’utilisation d’écorce de mûrier pilonnés avec des morceaux de chanvre, de vieux chiffons et des filets de pêche fut décisive pour le succès de la diffusion du papier. Durant les siècles suivants, cette « méthode déposée » par Cai Lun se répandit sur une grande partie du territoire chinois et stimula la créativité des artisans chinois qui essayèrent de multiples matières premières différentes. Elle fut exportée en Corée et au Japon, et l’usage des chiffons se répandit jusqu’en Europe via les Arabes.

### Méthode
Contrairement à la fabrication du papier moderne, qui est principalement fabriqué à partir de fibres de pulpe de bois, le papier traditionnel est principalement basé sur des fibres de phloème (ou fibres libériennes situées dans l’écorce interne des tiges) des plantes dicotylédones et des fibres de graminées (de paille de céréales mais surtout des fibres de bambou) pour les plantes monocotylédones.
En Chine, l’identification des anciens papiers que ce soient ceux trouvés lors de fouilles archéologiques ou que ce soient de vieux manuscrits conservés dans les temples depuis des siècles, a demandé le développement de méthodes micro-morphologiques capables de caractériser chaque type de fibre.
Yi Xiaohui a montré qu’un moyen d’approche de la classification des fibres végétales est de passer par la classification phylogénétique APG III (voir figure 1). Il prend en compte les distinctions traditionnelles entre les classes des chanvroïdes, des fibres libériennes, du bambou et des graminées qu’il s’efforce d’acclimater dans les cladogrammes phylogénétiques.
Comme on le voit sur la figure 1, certaines classes de papiers ne posent pas de problème puisqu’elles correspondent à des clades de familles, comme c’est le cas des Thymelaeaceae (classe 4 des papiers d’écorce de Thymelaeaceae) ou pour la classe des papiers de bambou qui correspond au clade monophylétique des Bambusoideae. Par contre, les autres classes ne sont pas monophylétiques (leur plus proche ancêtre commun est aussi l’ancêtre de plantes papetières d’une autre classe de papier). Yi Xiaohui s’en accommode en changeant l’ordre de succession des branches descendantes de manière que toutes les branches conduisant aux membres d’une même classe de papiers soient mitoyennes. La classe de papiers apparaît alors comme un secteur coloré. Cette solution n’est d’ailleurs pas possible pour la classe 1 des papiers chanvroides si on veut qu’Apocynum pictum y soit inclus. Il n’est pas possible d’inclure le cladogramme 2 le portant au milieu du cladogramme 1 de manière à regrouper tous les membres de la classe1 sans faire de croisement de branches.
Dans le cas du papier de chanvre, Yi Xiaohui (2014) n’a pas placé le chanvre (nommé 亚麻 yama) dans la classe 1 des papiers de chanvroïdes mais dans la classe 2 des papiers d’écorces de Moraceae car  comme son nom botanique Cannabis sativa l'indique, il est de la famille des Cannabaceae et donc proche des mûriers. Il considère que la proximité de parenté des plantes a une bonne corrélation avec la similitude de la morphologie des fibres végétales. Sur le cladogramme de la figure 1, nous avons mis deux couleurs sur les Cannabaceae (rose clair pour son rattachement aux Moracées de la classe 2 et vert printanier pour son rattachement aux chanvroïdes de la classe 1).
Pour obtenir cette classification, Yi Xiaohui procède par la méthode 3-7-16, en trois étapes. Dans un premier temps, il divise les matières premières papetières en trois séries: la série du phloème, la série des graminoïdes (graminées + laîches + joncs) et la série des fibres de graines (le coton). Il prend en compte la nature des fibres papetières.
Dans un deuxième temps, la série 1 des fibres libériennes (du phloème) est divisée en 4 classes (ou secteurs) : 1) les chanvroïdes (麻类 malei), 2) les écorces de Moracaea-Cannabacaea (桑榆皮类 sangyupilei), 3) les écorces des rotinoïdes (藤皮类tengpilei) 4) les écorces de Thymelaeaceae.
La série 2 des graminoïdes (composées des Poaceae, des Cyperaceae et des Juncaceae) est divisée en 2 classes: les bambous et les graminées au sens restreint.
| Chanvroïdes              | .. |
|                          | .. |
| écorces Mora-Cannabaceae | .. |
|                          | .. |
| écorces de Rotinoïdes    | .. |
|                          | .. |
| écorces de Thymelaeaceae | .. |
|                          | .. |

| Bambous | .. |
|         | .. |
| pailles | .. |
|         | .. |

| Chanvroïdes              | .. |
|                          | .. |
| écorces Mora-Cannabaceae | .. |
|                          | .. |
| écorces de Rotinoïdes    | .. |
|                          | .. |
| écorces de Thymelaeaceae | .. |
|                          | .. |

| Bambous | .. |
|         | .. |
| pailles | .. |
|         | .. |

À cette étape, il prend en compte la tradition culturelle chinoise. On obtient ainsi sept classes que nous allons détailler - il s'agit de classes de papier qui apparaissent sous forme de secteurs de cladogramme colorés.
Dans un troisième temps, il les divise en 16 types de fibres en fonction de leur morphologie fine. Cette dernière classification fournit un tableau global des structures micro-morphologiques utiles aux spécialistes qui cherchent à identifier un ancien papier ; nous ne la donnerons pas ici.

### Les sept classes de papier traditionnels
L’étape intermédiaire est intéressante car elle utilise au mieux la terminologie traditionnelle en prenant soin de la modifier et de la compléter pour pouvoir la plonger dans les catégorisations phylogéniques modernes. Elle fournit une aide mnémotechnique précieuse pour appréhender la complexité de la matière première végétale utilisée en papèterie chinoise, plus facile à saisir que les 16 classes du troisième niveau. Sa terminologie traditionnelle, profondément inscrite dans la culture chinoise, aide à mieux comprendre la littérature chinoise sur les papiers traditionnels. Enfin c’est le moyen de mettre en lumière la créativité des artisans chinois cherchant sans arrêt à perfectionner leurs techniques papetières.

#### Les papiers de chanvroïdes

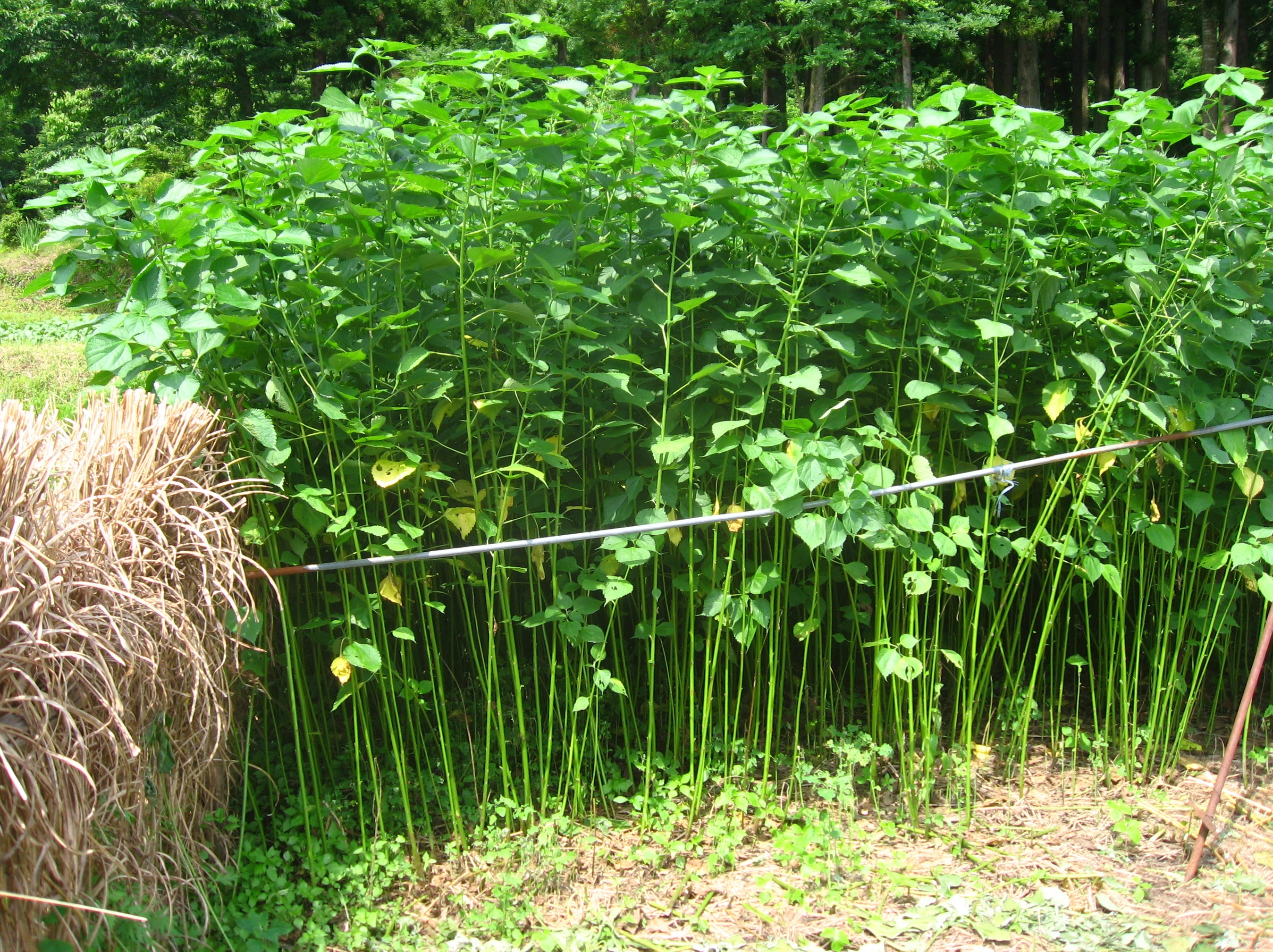
Culture de ramie

La classe des papiers chinois traditionnels, dite malei 麻类 (morph. chanvre.classe), définie par Yi Xiaohui rassemble des papiers fabriqués avec un grand nombre de plantes à fibres papetières dont le nom chinois se termine par le caractère ma 麻 (secteur coloré en vert de la figure 1), comme
苎麻 zhùmá, la ramie (Urticaceae), 亚麻 yàmá, le lin (Linaceae), 蓖麻 bima le ricin  (Euphorbiaceae), 黄麻 huangma, Corchorus, le jute (Tiliaceae/Malvaceae), 红麻 hongma, Hibiscus cannabinus, le kénaf (Malvaceae), 白麻 baima Apocynum pictum (Apocynaceae) etc. appartenant à des familles botaniques différentes.
De surcroit, chacun de ces termes possède de multiples synonymes, se terminant aussi en ma 麻, sans parler de la vingtaine de végétaux herbacés ou ligneux ayant ce caractère 麻 dans leur nom. Attention, Yi Xiaohui a déplacé le chanvre 大麻 dàmá (Cannabaceae) dans la classe 2 des papiers (qui inclut les Cannabaceae).
Cette classe des chanvroïdes n’est pas homogène car dans sa définition intervient la morphologie du nom vulgaire chinois. Ainsi, la ramie (et le chanvre) en raison de ses fibres épaisses et longues, donne un papier relativement rugueux, tandis que le jute et le kénaf (Hibiscus cannabinus) avec leurs fibres relativement courtes, donnent un papier plus délicat et uniforme, avec une texture plus proche des papiers d’écorce (classe 2).
Le cas de l’Apocynum pictum n’a pas été intégré dans le cladogramme de la figure 1, car comme sa position phylogénétique (fig. 2) l’indique, il ne peut être rapproché de la classe des papiers chanvroïdes qu’en faisant se croiser des branches.
Les papiers de chanvroïdes se trouvent principalement dans les textes anciens avant la dynastie Song (960-1279), en particulier dans la région Nord, et ont souvent été utilisés pour copier les Canons (经 jing).
Parmi les chanvroïdes, les fibres de ramie sont relativement longues, avec un maximum de 260 mm et une moyenne de 100 mm. Les fibres les plus courtes sont celles du jute, avec une moyenne de 3,5 mm. Le papier de ramie a été le papier le plus courant de tous les papiers de chanvroïde anciens. Les papiers de chanvroïde  ne sont généralement pas d’une grande blancheur, mais plutôt d’un jaune terreux ou d’un brun jaunâtre clair ; ils sont souvent issus de déchets de chanvre ou de haillons.
Ce sont des papiers assez rigides, à la surface rugueuse. Les faisceaux de fibres sont généralement plus droits et plus courts que ceux des autres papiers. Leurs extrémités ne sont pas dispersées.

#### Les papiers d’écorce de Moraceae et de Cannabaceae

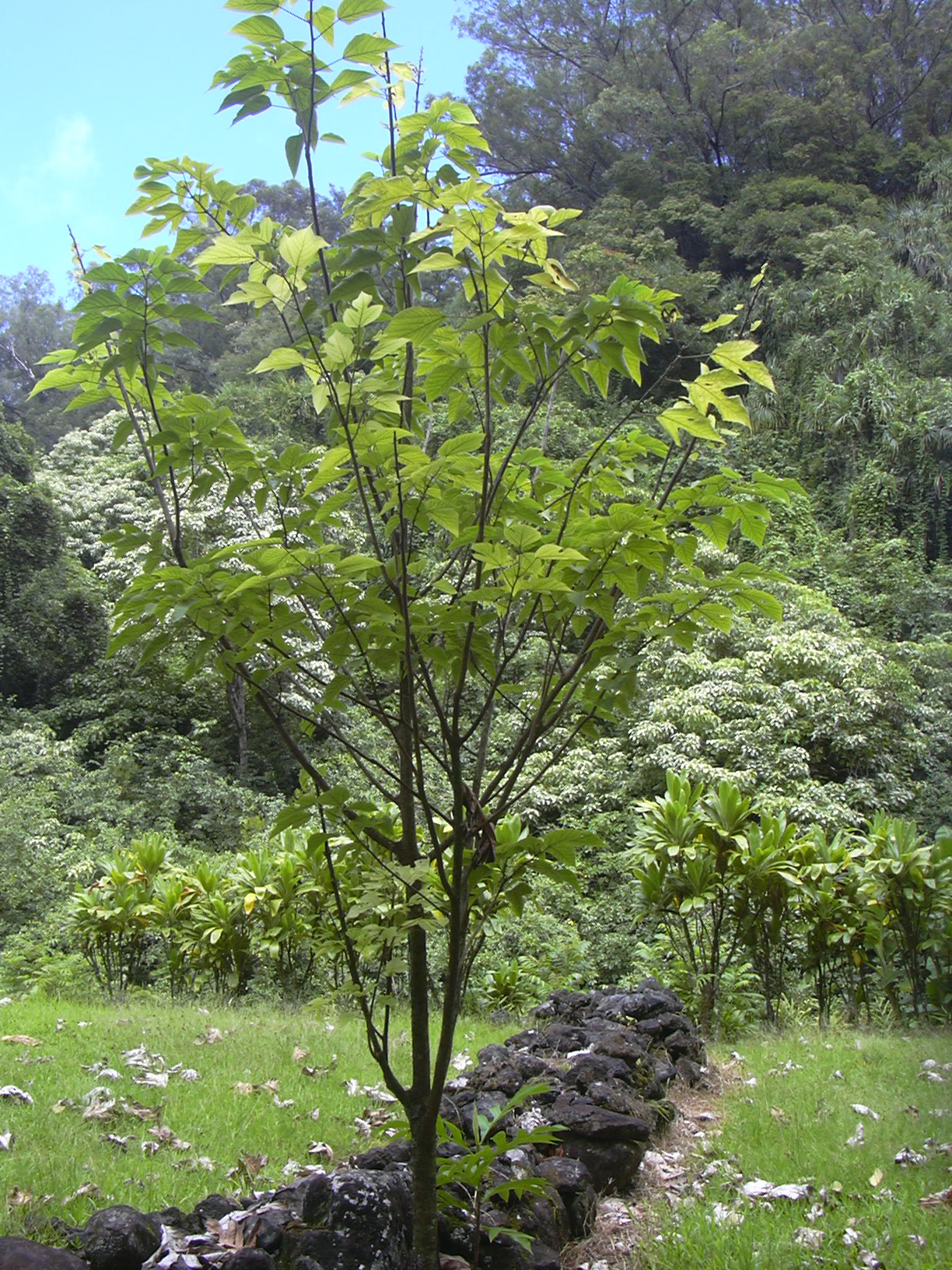
Mûrier à papier

Dans la seconde classe de papiers (dite 桑榆皮类 sāngyúpílèi en chinois), Yi Xiaohui dans son article de 2014, regroupe les écorces de Moraceae et de Cannabaceae (ce qu’il n’avait pas fait dans l’autre article). Grâce au clade des Cannabaceae, il peut regrouper le santal bleu-vert Pteroceltis tatarinowii (le santal bleu(-vert) est l’essence de base du célèbre papier xuan), le chanvre Cannabis sativa et Trema tomentosa, 山黄麻 shanhuangma le jute de montagne (secteur coloré en rose clair).
Cette classe contient la classe des papiers d’écorce de mûrier qui correspond aux papiers traditionnels fabriqués à partir des fibres libériennes de différentes espèces du genre Broussonetia et du genre Morus, de la famille des Moraceae. En Chine, elle regroupe les fibres des mûriers à papier des espèces Broussonetia papyrifera, et Broussonetia kazinoki, dont les écorces ont commencé à être utilisées pour fabriquer du papier dès le Ier siècle. Alors qu’en Corée et au Japon (outre ces Broussonetia), c’est leur hybride sauvage (nommé resp. Daknamu et Kozo) qui a pris une place centrale dans la production de papier. L’usage de l’écorce de mûriers du genre Morus  a commencé plus tard, sous les dynasties Wei et Jin (魏晋 IIIe – Ve siècles).
Les papiers d’écorce de mûrier seront couramment utilisés sous la dynastie Tang (618-907) pour copier les sutras bouddhiques. Les anciens supports de l’écriture, les lattes de bambou et la soie, respectivement trop lourds et trop chère, s’effaceront peu à peu devant le papier. Le célèbre « papier Chengxintang » de la dynastie Tang du Sud (937-975) fabriqué à partir d’écorce de Moraceae était un papier de haute qualité, recherché par les calligraphes et les peintres.
De nombreux rouleaux du Dunhuang sont faits de papier de chanvre.
Le papier de classe d’écorce de mûrier est blanc, avec des teintes gris clair, sa surface est uniforme et  lisse, plus douce que le papier de chanvre (Cannabaceae). Les fibres dans le papier sont souvent enroulées en faisceaux et tordues, avec des extrémités dispersées dans une forme floculante. Les anciens papiers peuvent avoir des taches d’oxydation jaune-brun ou rouille.

#### Les papiers d’écorces de plantes volubiles

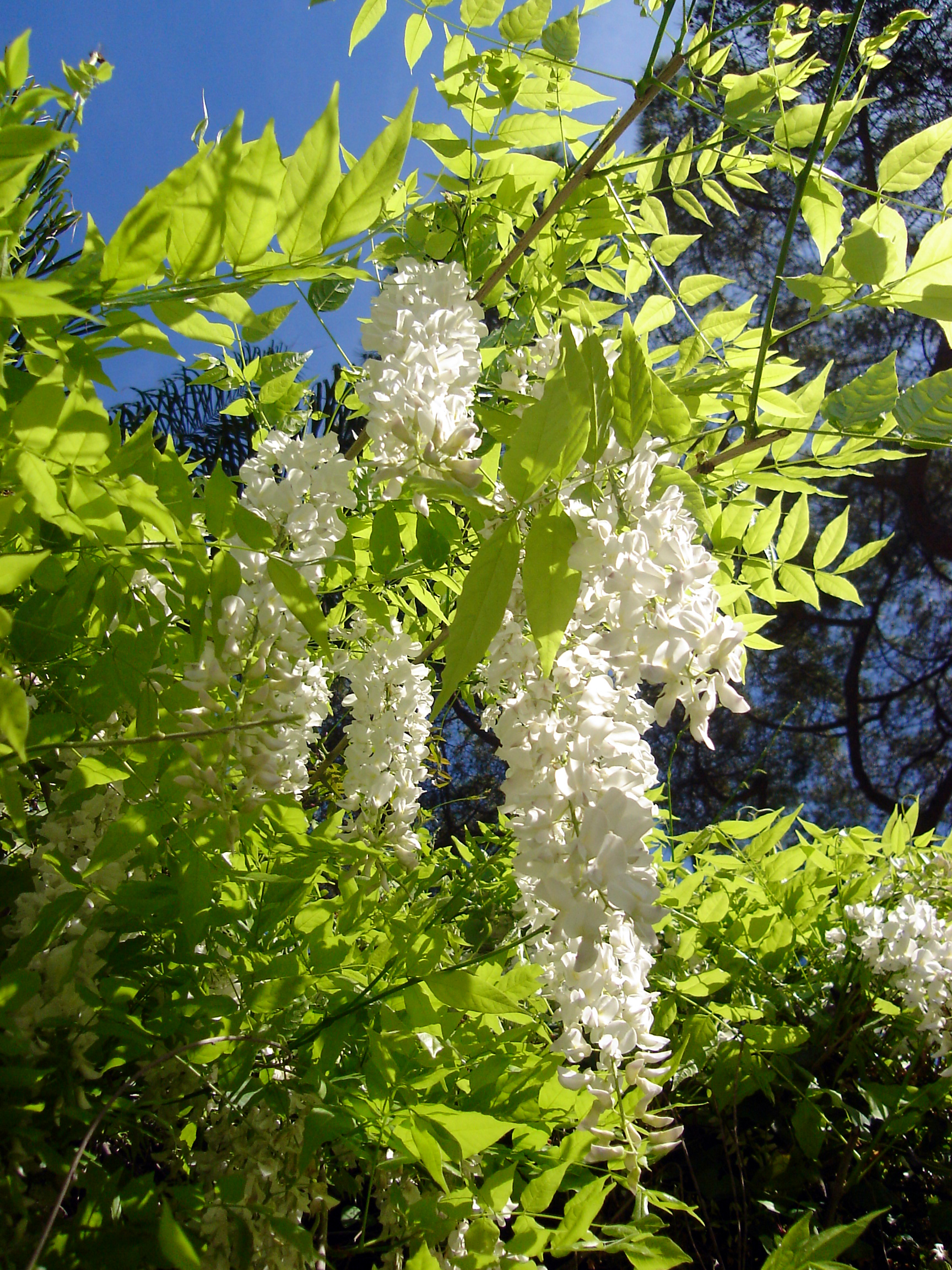
Glycine de Chine

Dans la troisième classe de papiers d’écorces de plantes volubiles (ou lianescentes ou rotinoïdes) (藤皮类 tengpilei), sont regroupés des papiers fabriqués avec un grand nombre de plantes à fibres papetières dont le nom chinois se termine par le caractère 藤 teng « rotin » (ou « glycine »), secteur de couleur doré dans le cladogramme, comme
紫藤 ziteng, la glycine Wisteria sinensis (Fabaceae), 葛藤 géténg, le Kudzu, Pueraria montana var. lobata (Fabaceae), 崖豆藤 yádòuténg Millettieae (Fabaceae), 雷公藤 leigongteng (ou 黄藤 huangteng) Tripterygium wilfordii (Celastraceae), 南蛇藤 nansheteng (黑藤 heiteng) Celastrus orbiculatus (Celastraceae), 青藤 qīngténg Sinomenium acutum (Menispermaceae).
En chinois, les plantes dont le nom se termine par la tête nominale 藤 teng, sont des plantes grimpantes, des lianes, mais toutes ne fournissent pas du papier.
Yi Xiaohui ne place pas de rotin (du genre Calamus) dans sa classe 3 de plantes (fournissant des papiers d’écorce de plantes volubiles). Pourtant, certains rotins semblent avoir servi à fabriquer du papier. J-P. Drège cite deux papiers de rotin: yanteng 剡藤 et tengpi 藤皮, et le site Khartasia indique que le rotin liane a été utilisé pour faire du papier dans plusieurs régions de Chine surtout dans le sud-est (Zhejiang, Jiangxi) pendant presque 1000 ans. Il a aussi été utilisé au Sichuan mais dans une moindre mesure par rapport à la production du Sud-Est. La source en serait le palmier à rotin 省藤 shěngténg Calamus rotang, bien que cette espèce ne soit pas originaire de Chine. La prudence s’impose cependant car la normalisation des noms vulgaires de rotin n’est pas très claire et a produit de nombreuses confusion avec les glycines. Nous nous en tenons à une source fiable: Flora of China. Il est probable que l’absence des rotins dans le cladogramme de Yi Xiaohui s’explique plutôt par le fait qu'ils appartiennent aux Arecaceae (Palmiers) qui sont des Monocotylédones et que les autres rotinoïdes sont des Eudicotylédones et n’ont donc pas une grande parenté.
La fibre d’écorce de rotinoïde est mince, courte et douce, la longueur moyenne de la fibre est d’environ 2 mm et le papier est délicat, blanc, lisse, doux et de qualité supérieure. 
Le papier de rotinoïde est originaire des dynasties Wei et Jin 魏晋 (220-420), il était autrefois très en vogue sous la dynastie Tang (618-907), principalement produit dans la région de Yanxi 剡溪 dans la province du Zhejiang. À l’époque de la dynastie Song (960-1279), en raison de la grande consommation de papier et des récoltes excessives des ressources en rotinoïdes sauvages, le papier de rotinoïde a progressivement disparu après la fin de la dynastie Song.

#### Les papiers d’écorces de Thymelaeaceae

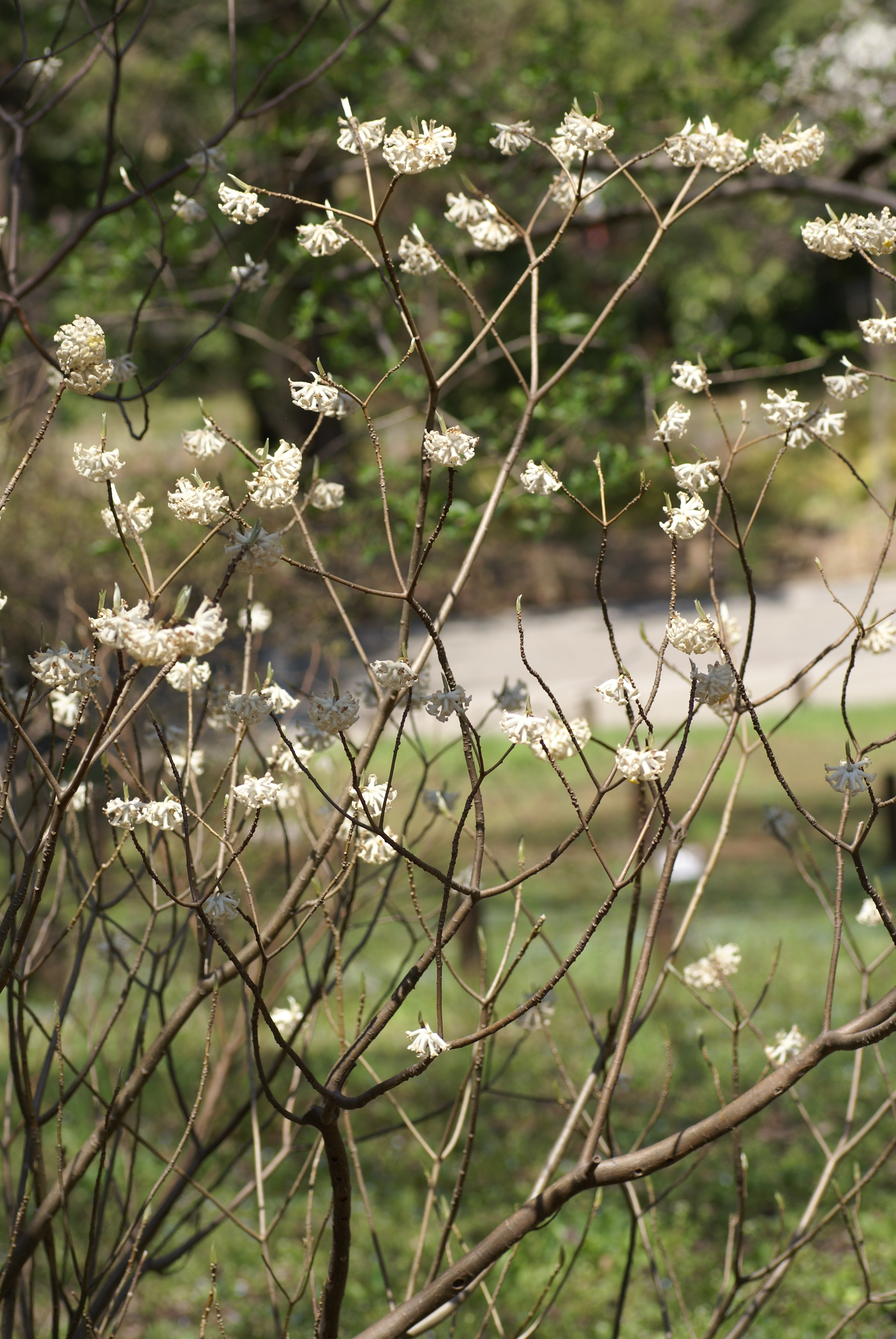
Edgeworthia chrysantha, le buisson à papier

Cette classe de papiers regroupe toutes les plantes de la famille des Thymelaeaceae possédant des fibres papetières ayant été plus particulièrement exploitées par des papetiers dans l’aire culturelle tibéto-birmane (secteur coloré en cyan). Cette quatrième classe (en chinois 瑞香皮类 ruìxiāngpílèi) comprend:
- 1) Daphne odora (瑞香 ruìxiāng), 2) Daphne papyracea 白瑞香, 3) Daphne genkwa 芫花 yán huā,
- 4) Edgeworthia chrysantha 结香 jiexiang, 5) Edgeworthia gardneri 滇结香 dianjiexiang,
- 6) Wikstroemia canescens 荛花 ráohuā, 7) Wikstroemia lichiangensis 丽江荛花 Lijiang raohua, 8) Wikstroemia monnula Hance, 江北荛花 beijiang raohua, 9) Wikstroemia delavayi 澜沧荛花 langcang raohua,
- 10) Stellera chamaejasme 狼毒花=瑞香狼毒, etc.

Par ailleurs la ressemblance morphologique des genres Daphne, Edgeworthia et Wistroemia est indéniable. Elle a même été source de confusion.
Les papiers fabriqués à partir de plantes du même genre (comme les différentes Daphne, les différentes Edgeworthia…) sont très difficiles à distinguer car les fibres qui les composent ont de nombreuses similarités.
Les papiers de daphné  sont considérés comme les meilleurs au Tibet où ils sont appelés dug-shog qui signifie « papier poison » à cause des propriétés insectifuges de l’écorce.
Le papier tibétain (藏纸 zangshi) actuel est principalement fabriqué à partir des fibres de la racine de Stellera chamaejasme. Par contre, les rouleaux de papier tibétain du VIIIe siècle, découverts en 1901 par l’explorateur et archéologue, Aurel Stein, à Niya dans le Xinjiang, étaient fabriqués avec des fibres de Daphne odora, non présent au Xinjiang. C’est sur ce genre de papier que les Écritures du Palais du Potala et du temple de Jokhang sont conservés depuis plus d’un millénaire.
Le papier Dongba est un papier traditionnel artisanal fait par le peuple Naxi, un groupe sociolinguistique de la famille des langues sino-tibétaines, de la région de Lijiang et de Shangri-La dans le nord-ouest du Yunnan  (Chine du Sud). Il est fabriqué avec les fibres de Wikstroemia canescens, Wikstroemia lichiangensis et de Wikstroemia delavayi. Il était traditionnellement utilisé par les prêtres Dongba pour transmettre et copier les Écritures.
Autres exemples : le papier d’écorce de Sanya 三桠皮纸 fait avec Edgeworthia chrysantha, le papier d’écorce d’oie 雁皮纸 fait avec Wikstroemia canescens. Le célèbre ancien papier Kaihua (开化纸) contient des Edgeworthia chrysantha, le papier de coton blanc (白棉纸) contient un mélange de fibres de plantes de la famille des Thymelaeaceae.
La texture est légèrement similaire à celle du papier d’écorce de Broussonetia papyrifera, mais celle du papier de mûrier à papier est plus délicate. En outre, le papier fait main en écorce de Daphne odora 瑞香 occupe également une proportion considérable au Japon. L’écorce de Sanya et l’écorce d'oie  sont les deux matières premières fibreuses les plus couramment utilisées pour le papier japonais. Les Japonais ajoutent même de l’écorce de Sanya au papier des billets de banque pour augmenter les performances anti-contrefaçon.

#### Le papier de bambou

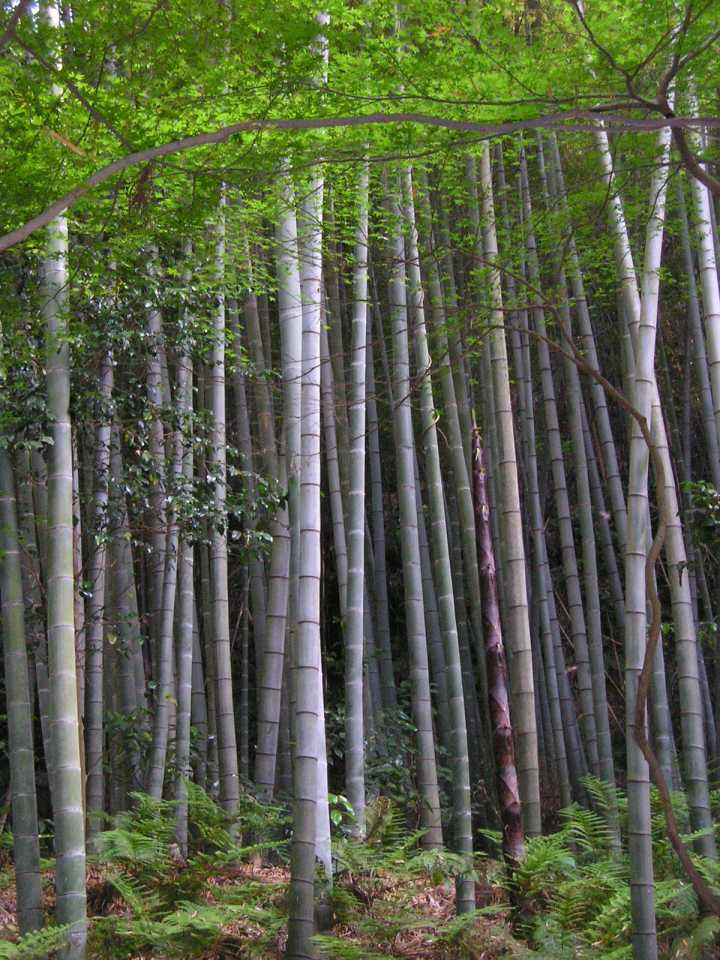
Forêt de bambous moso

La classe des papiers de bambou (en chinois: 竹类 zhúlèi) regroupe les papiers fabriqués à partir des fibres végétales de tiges tendres de jeunes bambous de plusieurs espèces :
毛竹 máozhú, bambou moso Phyllostachys edulis, 苦竹 kǔzhú Pleioblastus amarus, 慈竹 cízhú Bambusa emeiensis = Neosinocalamus affinis, 黄竹 huángzhú le bambou jaune Dendrocalamus membranaceus, 绿竹 le bambou vert Bambusa oldhamii (secteur jaune)
Les premières utilisations de fibres de bambou remonte à la dynastie Liang (502-555) mais c’est au cours de la dynastie Song (960-1279) que la production de papier de bambou acquiert une place déterminante voire dominante, au détriment du chanvre et du rotin. Seul le papier de Broussonetia put résister et s’imposer dans le nord de la Chine là où le bambou ne pousse pas.
Parce que la fibre de bambou est plus courte que les fibres de chanvre et d’écorce de mûrier, (généralement entre 1,5 et 2,0 mm, la plus longue ne dépasse pas 5 mm), la teneur en fibres hétérocellulaires et fines est élevée, de sorte que le papier est compact, uniforme, sa surface est fine et lisse, l’absorption de l’encre est bonne, le mouvement du stylo est aisé et il a une bonne adaptabilité à l’impression.
Sous une loupe, les fibres de papier de bambou sont fines. À la surface, apparaissent des faisceaux de fibres non dispersées, communément appelées « côte de bambou ». En raison de processus de production différents suivant les régions, il existe plusieurs types de papiers de bambou
1. Le papier lianshi (连史纸), est un papier apprêté, délicat, blanc, avec une absorption de l’encre uniforme
2. Le papier gongchuan (贡川纸) est de qualité inférieure au lianshi, il utilise un blanchiment à la lumière du jour
3. Le papier brut (毛边纸) est un papier apprêté, non blanchi à la lumière solaire, avec une faible blancheur, de couleur jaune clair, une surface lise. 
etc.

#### Le papier de paille

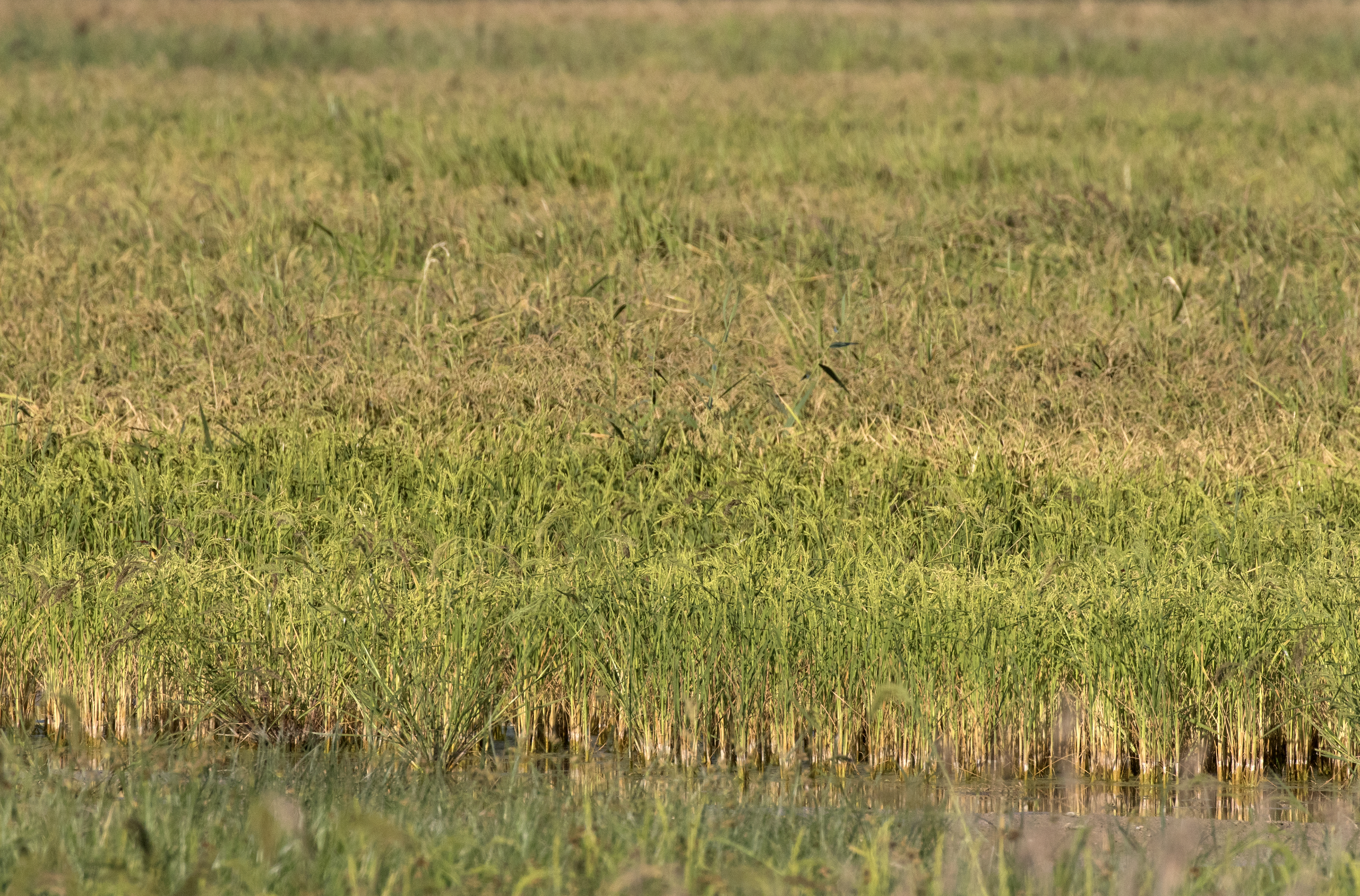
Rizière

La classe des papiers de paille (en chinois 草类 cǎolèi) regroupe les papiers fabriqués à partir de paille de riz et de blé (de la famille des Poaceae) et du 龙须草 lóngxū cǎo la « barbe de dragon », en français le Jonc épars, Juncus effusus de la famille des Juncaceae, des feuilles d’ananas Ananas comosus (菠萝 bōluó) de la famille des Bromeliaceae, du bananier abaca Musa textilis (馬尼拉麻蕉 Mǎnílā májiāo) de la famille des Musaceae etc…(secteur orange).
La paille seule ne fournit pas un bon papier mais associée à d’autres matières premières, elle permet de compenser certains défauts. Ainsi le papier xuan (宣纸 xuanzhi) est fabriqué à partir de fibres d’écorce de Santal bleu (Pteroceltis tatarinowii, un arbre de la famille du chanvre, les Cannabaceae) et de paille de riz produits dans Jingxian 泾县 dans la province de l’Anhui. En associant des fibres de longueur différentes, on obtient un papier plus fin, avec un encrage meilleur.
Ces dernières années, une grande quantité de fibres de « moustache de dragon » (Juncus effusus) a été utilisée pour faire une sorte de papier bon marché, fait main, appelé « papier de calligraphie et de peinture » qui se vend bien sur le marché, bien qu’il soit plus souvent considéré comme une contrefaçon de papier xuan.
Une autre matière première émergente est la fibre de feuille d’ananas (凤梨叶 fènglí yè). Dans les années 1970, le Taïwanais Zhang Fengji a utilisé la fibre de feuille d’ananas pour fabriquer du papier xuan à l’ananas. La fibre de feuille d’ananas mince et flexible donne un papier xuan à l’ananas d’une meilleure résistance et ténacité que les autres papiers de paille et la qualité du papier n’est pas inférieure à celles du papier de bambou et du papiers xuan courants.

#### Le papier de coton

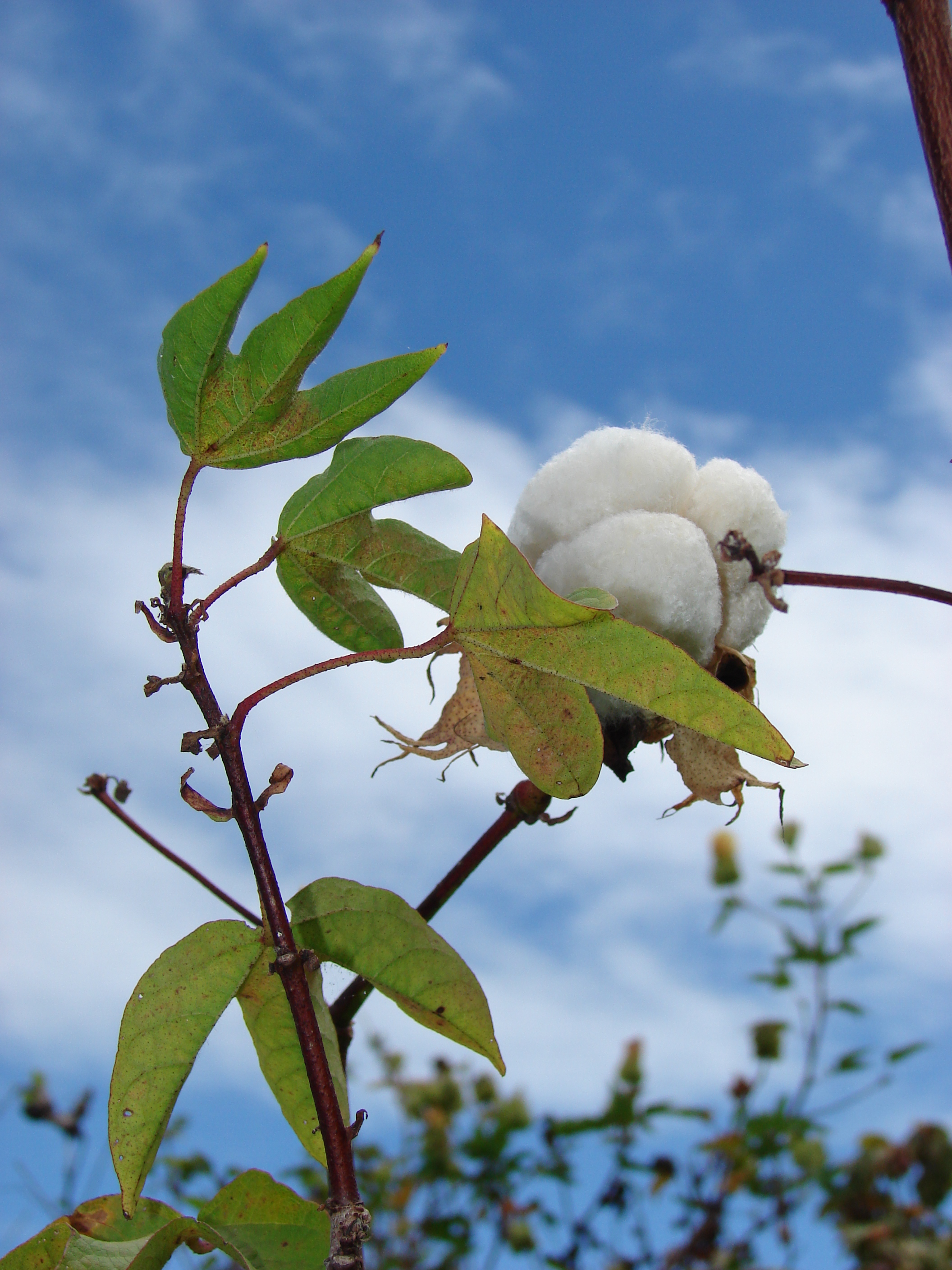
Gossypium barbadense

La classe des papiers de coton (en chinois 籽毛类 zǐmáolèi ) n’est constituée qu’à partir des fibres végétales qui entourent les graines de cotonniers (des plantes du genre Gossypium, cultivées pour produire du coton) et du coton à fibres courtes (ou linter de coton), secteur bisque.
Malgré tous ses défauts, la classification de 2014 des papiers traditionnels de Yi Xiaohui s’inscrit bien dans l’histoire culturelle de la Chine puisqu’elle va plus loin que le simple regroupement des matières premières, elle permet de mettre en évidence des regroupements ayant une pertinence géographique, culturelle et historique.